# Ateret
Ateret (hebr.: עטרת) – wieś położona w samorządzie regionu Matte Binjamin, w Dystrykcie Judei i Samarii, w Izraelu.
Leży w środkowej górzystej części Samarii, w otoczeniu terytoriów Autonomii Palestyńskiej.

## Historia
Osada została założona w 1981 przez grupę żydowskich osadników.

## Infrastruktura
W Ateret znajduje się synagoga, mykwa, przychodnia zdrowotna oraz sklep spożywczy.

## Edukacja
W Ateret znajduje się szkoła podstawowa dla chłopców i dziewcząt.. Najbliższa szkoła średnia znajduje się w Ofra.